# مچوقاسم
مچوقاسم یا مچ قاسم روستایی در دهستان خیرآباد بخش مرکزی شهرستان بمپور استان سیستان و بلوچستان ایران است.

## جمعیت
بر پایه سرشماری عمومی نفوس و مسکن در سال ۱۳۹۵ جمعیت این روستا ۱٬۳۲۲ نفر (۳۸۸خانوار) بوده‌است.